# Lotti van der Gaag
Charlotte van der Gaag (bolje znana kot Lotti van der Gaag), nizozemska kiparka in slikarka, * 18. december 1923, † 20. februar 1999.
Bila je močno povezana z gibanjem COBRA.
Leta 1943 je spoznala Brama Bogarta, ki jo je uvedel v kiparstvo. Leta 1950 je bila uvedena krog članov COBRE. 